# باتريك هانسون
باتريك هانسون (20 سبتمبر 1972 بفاكسيو في السويد - ) هو لاعب كرة قدم سويدي في مركز الوسط. شارك مع منتخب السويد تحت 21 سنة لكرة القدم. أما مع النوادي، فقد لعب مع نادي أوسترس ونادي بران ونادي سوغندال لكرة القدم وJonsereds IF ‏.

## وصلات خارجية
- باتريك هانسون على موقع قاعدة بيانات كرة القدم.إي يو (الإنجليزية)